# Bailly-le-Franc
Pour les articles homonymes, voir Bailly.
Bailly-le-Franc est une commune française, située dans le département de l'Aube en région Grand Est.

## Géographie
Le cadastre de 1842 cite au territoire : les bois et étangs de Bailly, le Barreau de la Hore, chapelle, enclos de Coussy et la Maison du Patis.

### Toponymie
L'adjonction de le franc viendrait d'un acte de Henri Ier, comte de Troyes qui en 1175 déclarait libre les hommes demeurant  ad Novam Villam et se trouvant entre Droyes et Joncreuil.

### Communes limitrophes

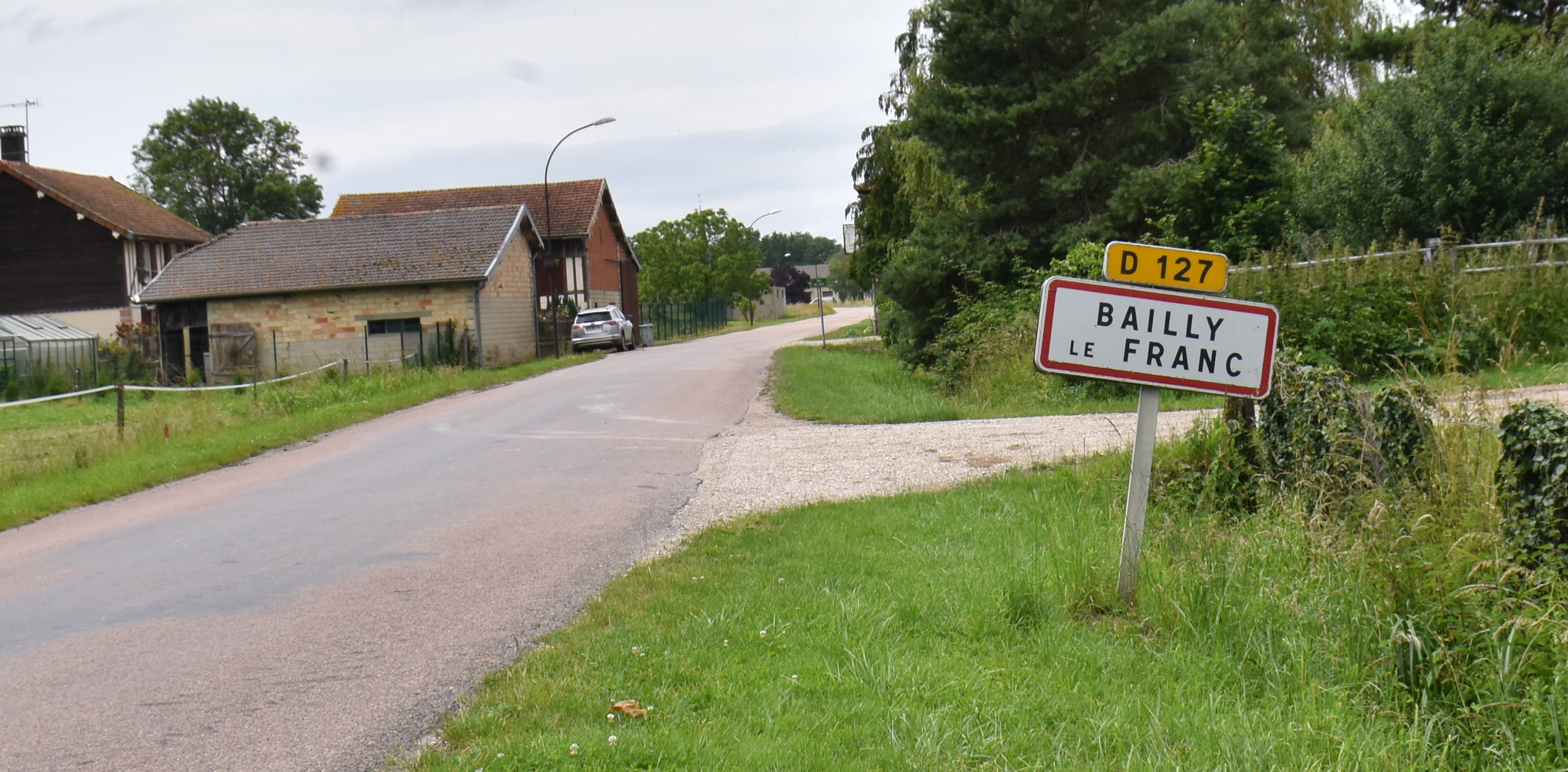
Une entrée de la commune.

| Joncreuil | Outines         | Droyes        |
|           | Bailly-le-Franc |               |
| Lentilles |                 | Puellemontier |

### Hydrographie
La commune est dans la région hydrographique « la Seine de sa source au confluent de l'Oise (exclu) » au sein du bassin Seine-Normandie. Elle est drainée par le ruisseau du Pre Darras, le Fossé 01 de Baillly, le ruisseau de Chevry et le ruisseau du Peigne,.

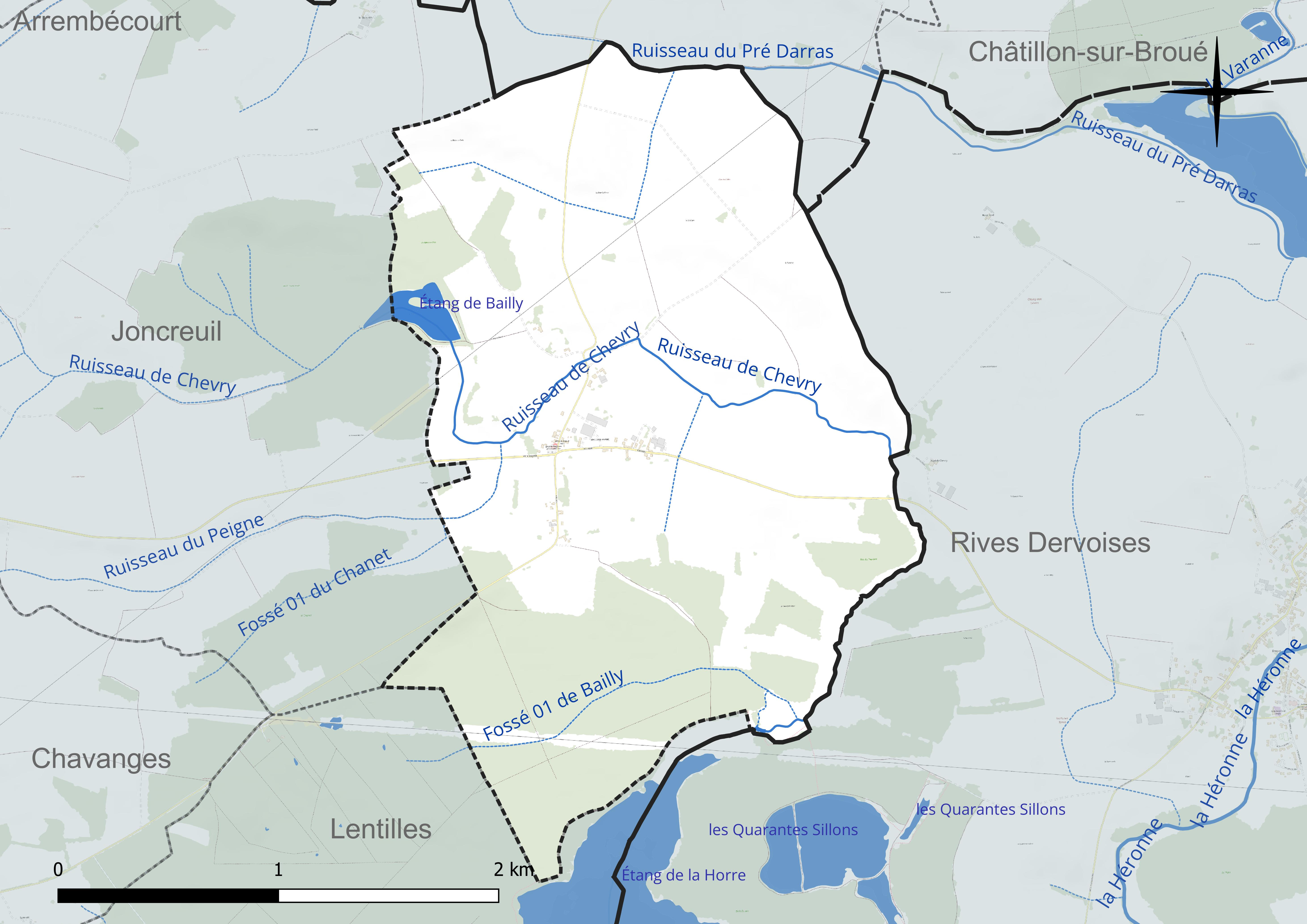
Réseau hydrographique de Bailly-le-Franc.

Un plan d'eau complète le réseau hydrographique : l'étang de Bailly, d'une superficie totale de 5,3 ha (4,5 ha sur la commune),.

### Climat
Pour des articles plus généraux, voir Climat du Grand Est et Climat de l'Aube.
En 2010, le climat de la commune est de type climat océanique dégradé des plaines du Centre et du Nord, selon une étude du Centre national de la recherche scientifique s'appuyant sur une série de données couvrant la période 1971-2000. En 2020, Météo-France publie une typologie des climats de la France métropolitaine dans laquelle la commune est exposée à un climat océanique altéré et est dans la région climatique Lorraine, plateau de Langres, Morvan, caractérisée par un hiver rude (1,5 °C), des vents modérés et des brouillards fréquents en automne et hiver.
Pour la période 1971-2000, la température annuelle moyenne est de 10,5 °C, avec une amplitude thermique annuelle de 16,2 °C. Le cumul annuel moyen de précipitations est de 796 mm, avec 12,3 jours de précipitations en janvier et 8,7 jours en juillet. Pour la période 1991-2020, la température moyenne annuelle observée sur la station météorologique de Météo-France la plus proche, « Soulaines », sur la commune de Soulaines-Dhuys à 18 km à vol d'oiseau, est de 11,2 °C et le cumul annuel moyen de précipitations est de 776,4 mm. 
La température maximale relevée sur cette station est de 41,9 °C, atteinte le 25 juillet 2019 ; la température minimale est de −19,1 °C, atteinte le 2 janvier 1997,,.
Les paramètres climatiques de la commune ont été estimés pour le milieu du siècle (2041-2070) selon différents scénarios d'émission de gaz à effet de serre à partir des nouvelles projections climatiques de référence DRIAS-2020. Ils sont consultables sur un site dédié publié par Météo-France en novembre 2022.

## Urbanisme

### Typologie
Au 1er janvier 2024, Bailly-le-Franc est catégorisée commune rurale à habitat très dispersé, selon la nouvelle grille communale de densité à 7 niveaux définie par l'Insee en 2022.
Elle est située hors unité urbaine et hors attraction des villes,.

### Occupation des sols
L'occupation des sols de la commune, telle qu'elle ressort de la base de données européenne d’occupation biophysique des sols Corine Land Cover (CLC), est marquée par l'importance des territoires agricoles (70 % en 2018), en augmentation par rapport à 1990 (68,8 %). La répartition détaillée en 2018 est la suivante : 
prairies (38,3 %), terres arables (31,7 %), forêts (29,2 %), zones humides intérieures (0,7 %). L'évolution de l’occupation des sols de la commune et de ses infrastructures peut être observée sur les différentes représentations cartographiques du territoire : la carte de Cassini (XVIIIe siècle), la carte d'état-major (1820-1866) et les cartes ou photos aériennes de l'IGN pour la période actuelle (1950 à aujourd'hui).

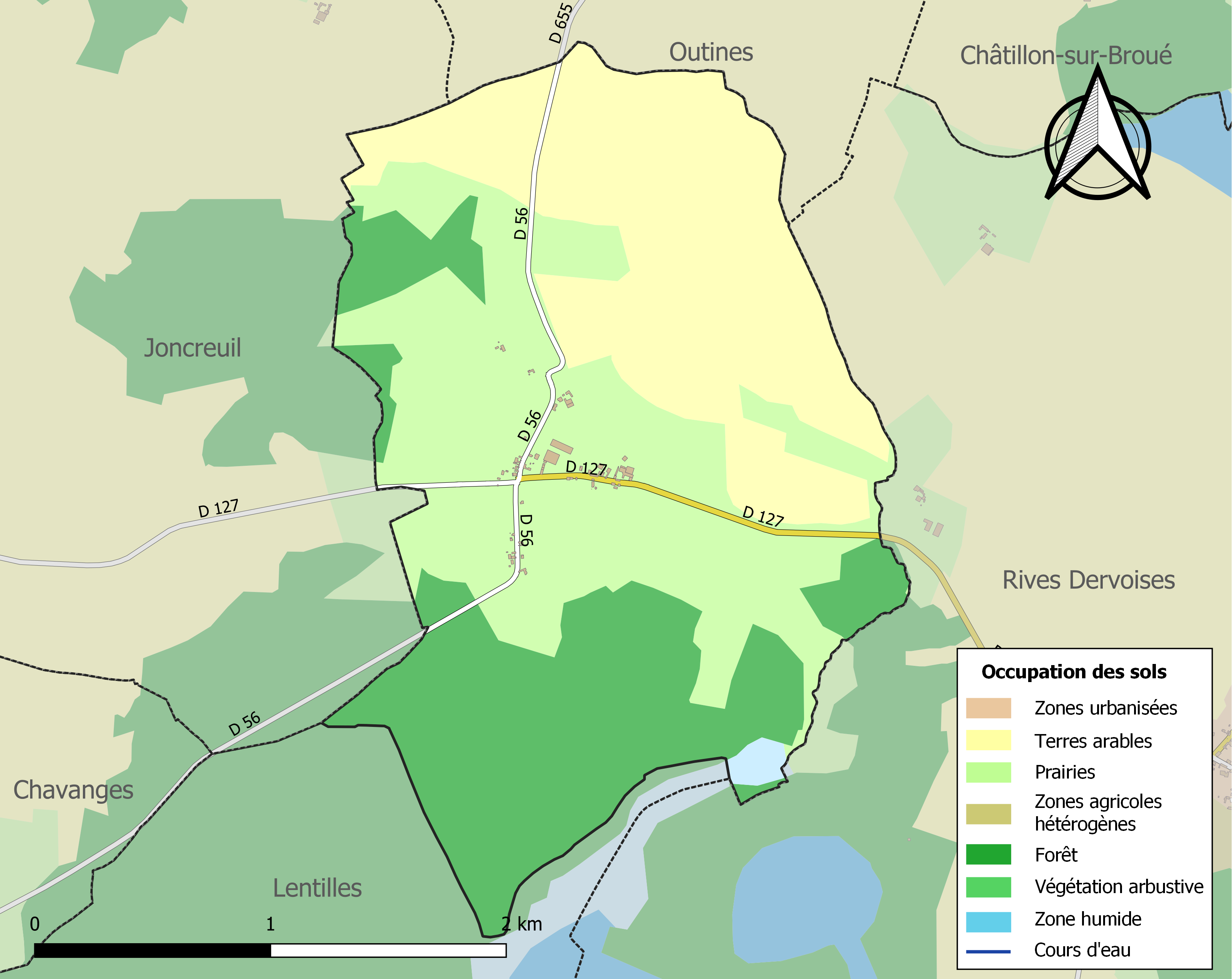
Carte des infrastructures et de l'occupation des sols de la commune en 2018 (CLC).

## Histoire
Le village est cité en 1252 comme appartenant à la chastellenie de Rosnay, c'était peut-être Raoul de Tourotte en 1275 en tout cas c'était les mêmes que ceux du Châtelier jusqu'en 1366. Le dernier seigneur était Gilles II Jacquinot aussi seigneur de Joncreuil.
En 1789, Bailly dépendait de l'intendance et de la généralité de Châlons-sur-Marne (devenue Chalons-en-Champagne), de l'élection de Vitry et du bailliage de Chaumont.

### Barreau de la Hore
C'est un étang aussi sur Lentilles et Puellemoutier, la limite du département passe en son centre. Il est cité comme fait nouvellement un estang, par nous (Jean de Lancastre, sire de Beaufort), et par nostre gent, ou lieu cum dit la Hort ainsi qu'une maison le 4 octobre 1312. L'étang est mesuré pour 300 arpents d'eau en 1503 et avait deux maisons, une en queue et une à Lentilles.

### Bois et étangs de Bailly
Le 7 décembre 1619 ils étaient réunis au fief de la Guépiere qui étaient la possession de Laurent Daultruy, bourgeois de Troyes.

## Politique et administration

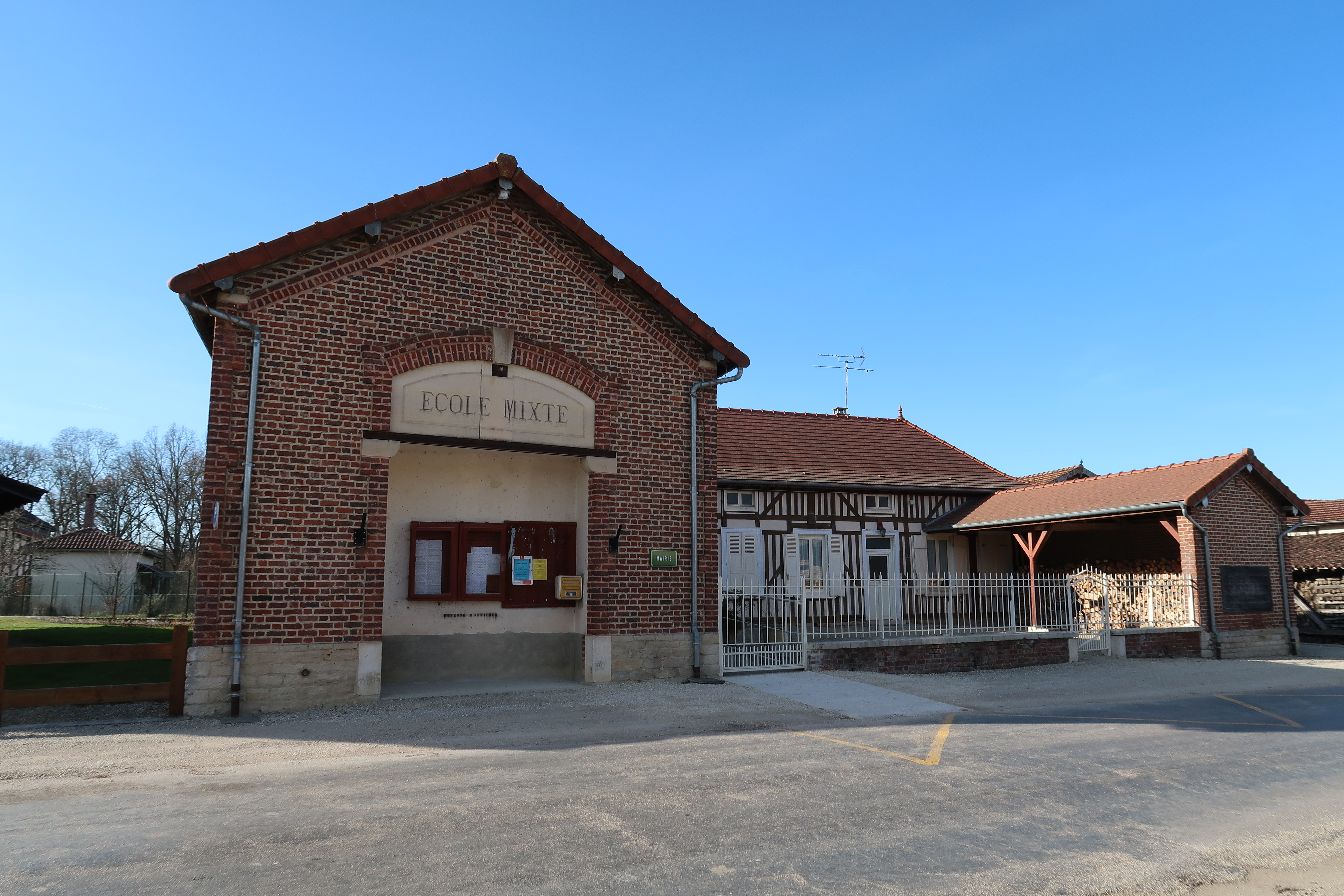
Mairie.

| Période                                  | Période  | Identité        | Étiquette | Qualité           |
| ---------------------------------------- | -------- | --------------- | --------- | ----------------- |
| mars 2001                                | En cours | Michel Bourgoin | UDI       | Retraité agricole |
| Les données manquantes sont à compléter. |          |                 |           |                   |

## Démographie

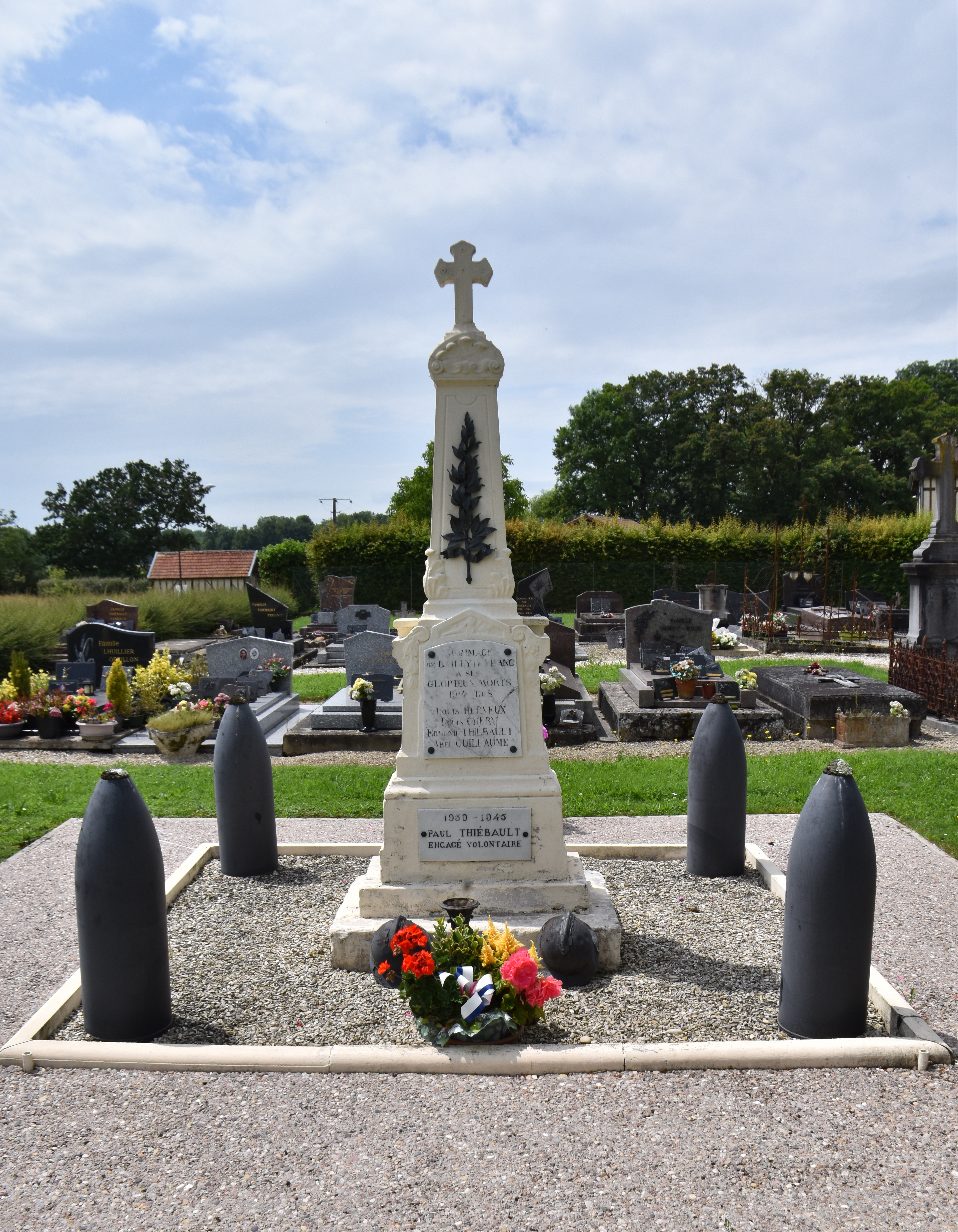
Le monument aux morts surmonté d'une croix latine.

L'évolution du nombre d'habitants est connue à travers les recensements de la population effectués dans la commune depuis 1793. Pour les communes de moins de 10 000 habitants, une enquête de recensement portant sur toute la population est réalisée tous les cinq ans, les populations de référence des années intermédiaires étant quant à elles estimées par interpolation ou extrapolation. Pour la commune, le premier recensement exhaustif entrant dans le cadre du nouveau dispositif a été réalisé en 2008.

En 2022, la commune comptait 36 habitants, en évolution de −7,69 % par rapport à 2016 (Aube : +0,7 %, France hors Mayotte : +2,11 %).
| 1793 | 1800 | 1806 | 1821 | 1831 | 1836 | 1841 | 1846 | 1851 |
| ---- | ---- | ---- | ---- | ---- | ---- | ---- | ---- | ---- |
| 140  | 135  | 126  | 130  | 158  | 165  | 178  | 172  | 174  |

| 1856 | 1861 | 1866 | 1872 | 1876 | 1881 | 1886 | 1891 | 1896 |
| ---- | ---- | ---- | ---- | ---- | ---- | ---- | ---- | ---- |
| 150  | 162  | 150  | 172  | 162  | 161  | 155  | 154  | 170  |

| 1901 | 1906 | 1911 | 1921 | 1926 | 1931 | 1936 | 1946 | 1954 |
| ---- | ---- | ---- | ---- | ---- | ---- | ---- | ---- | ---- |
| 155  | 150  | 148  | 108  | 108  | 89   | 99   | 89   | 86   |

| 1962 | 1968 | 1975 | 1982 | 1990 | 1999 | 2006 | 2008 | 2013 |
| ---- | ---- | ---- | ---- | ---- | ---- | ---- | ---- | ---- |
| 70   | 65   | 44   | 39   | 32   | 35   | 32   | 31   | 38   |

| 2018 | 2022 | - | - | - | - | - | - | - |
| ---- | ---- | - | - | - | - | - | - | - |
| 36   | 36   | - | - | - | - | - | - | - |

## Culture locale et patrimoine

### Lieux et monuments
- Église de l'Exaltation-de-la-Sainte-Croix (église à pans de bois du Pays du Der).

Église de l'Exaltation-de-la-Sainte-Croix
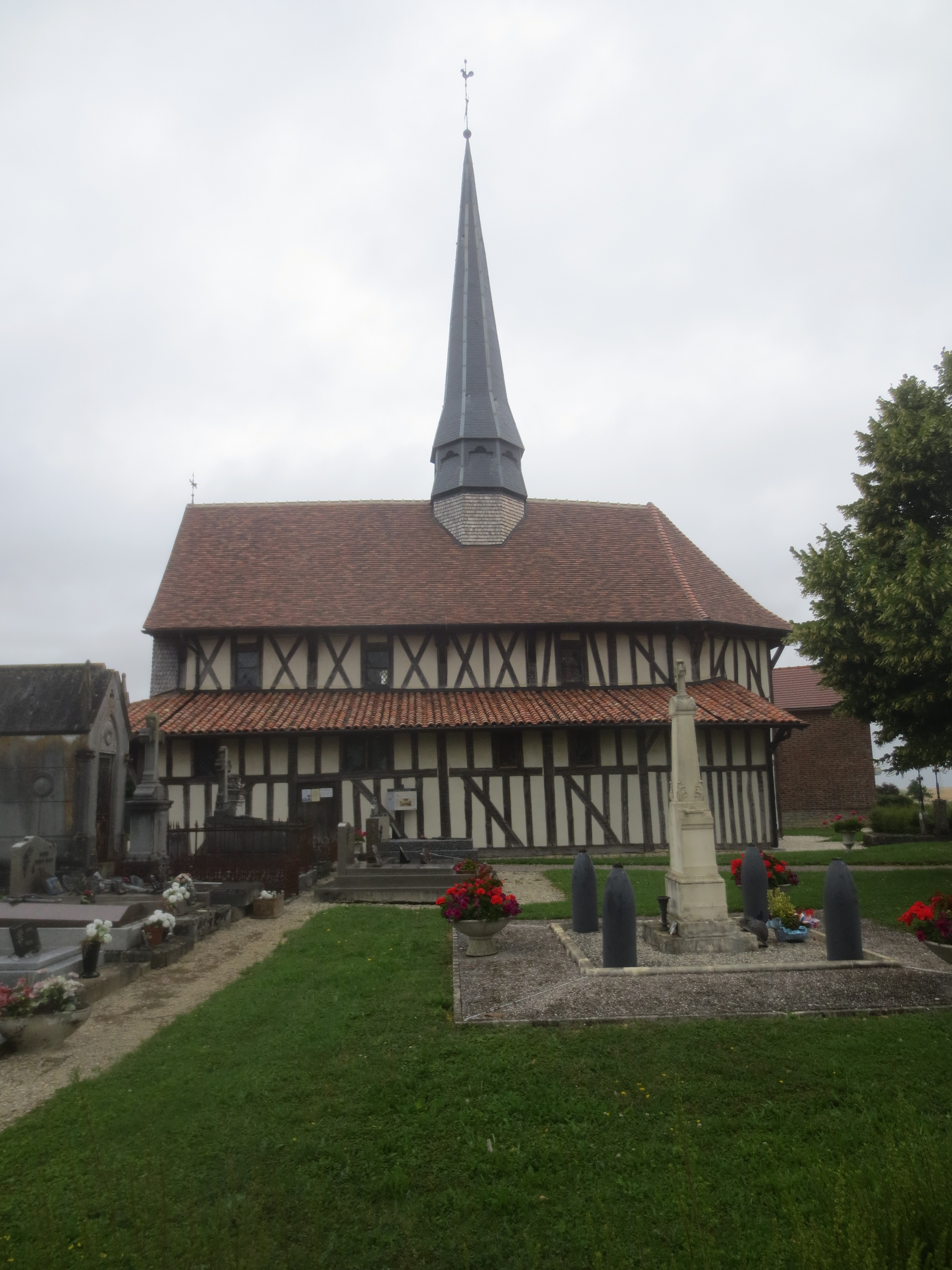
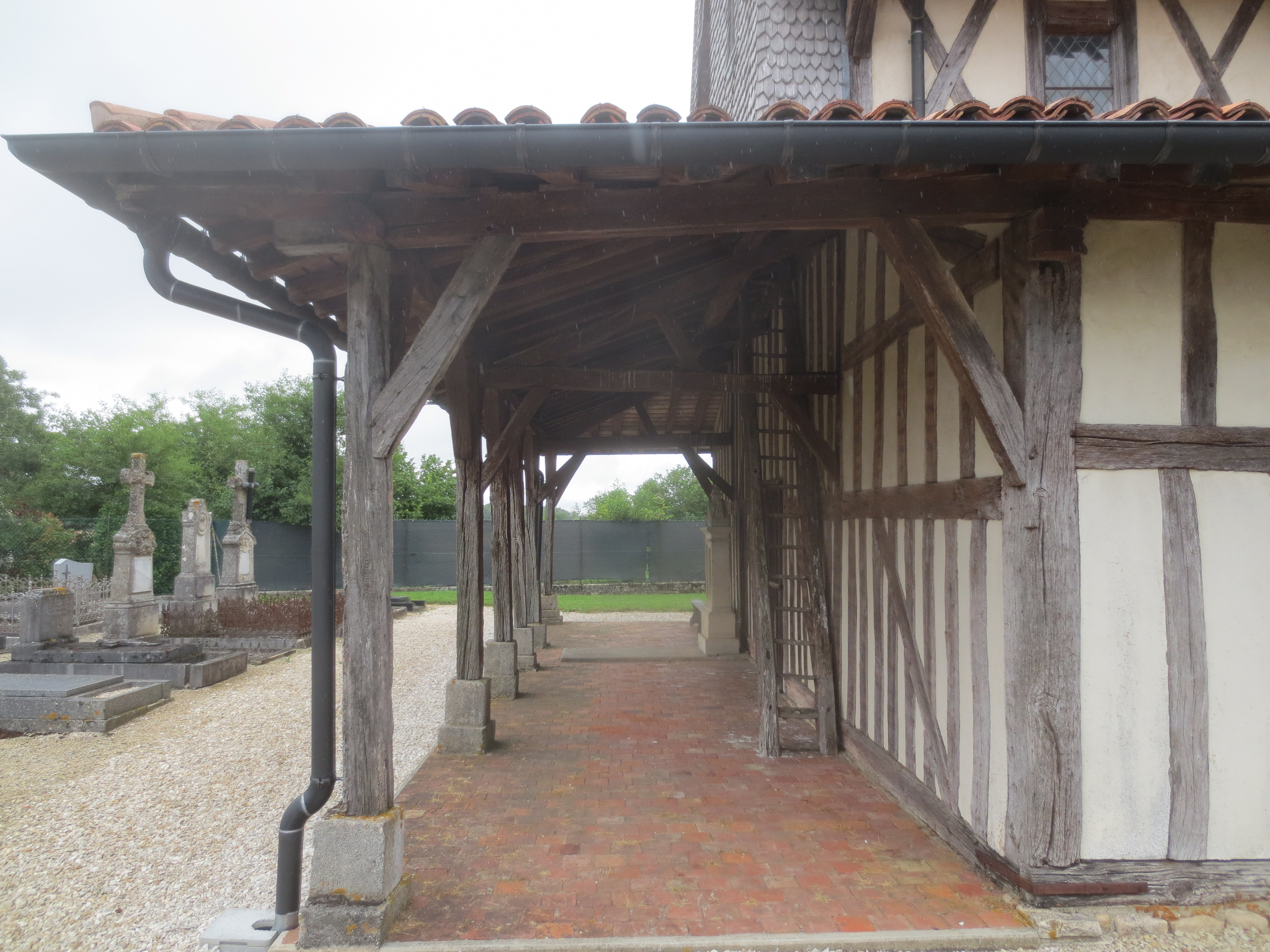
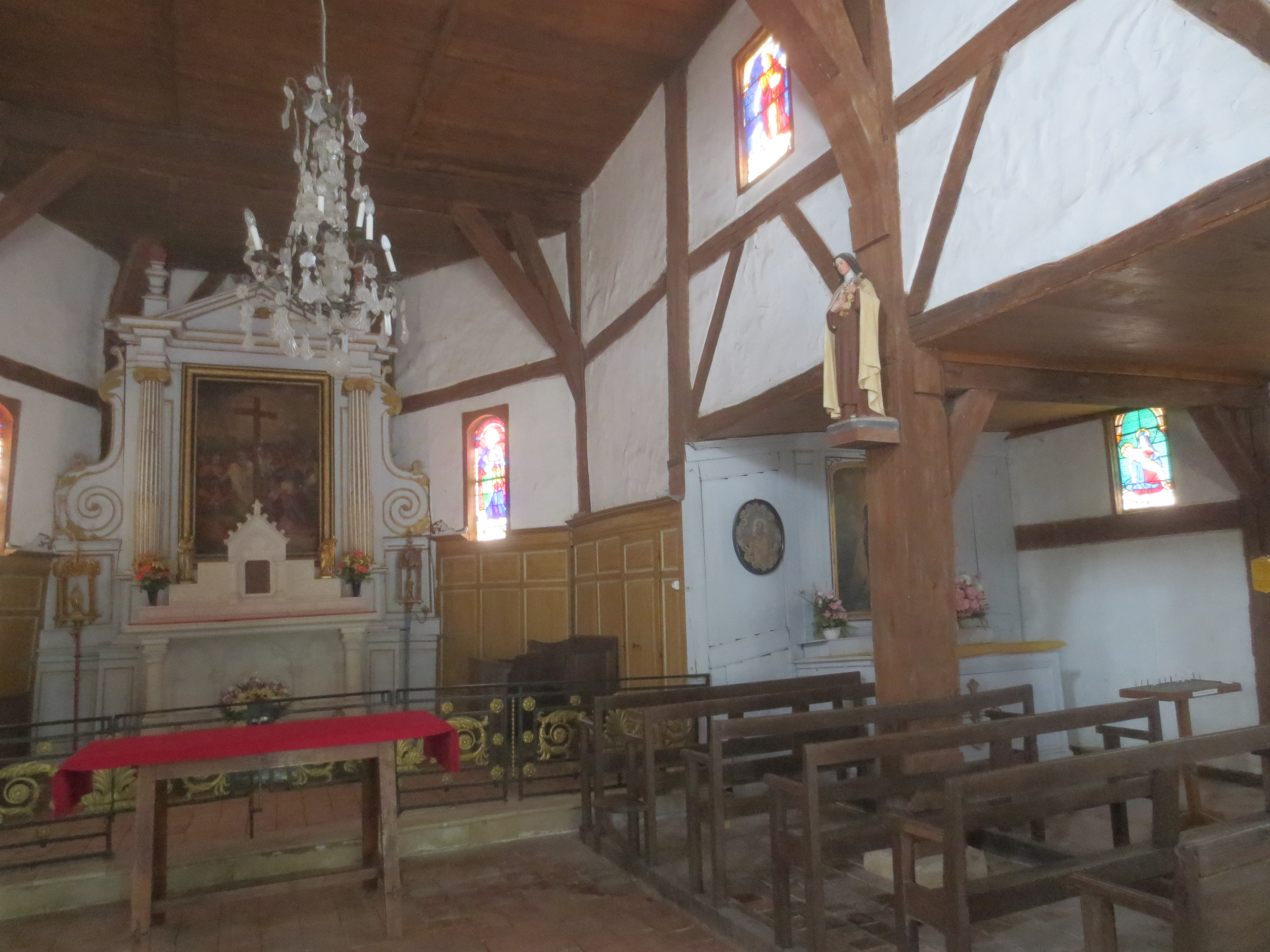
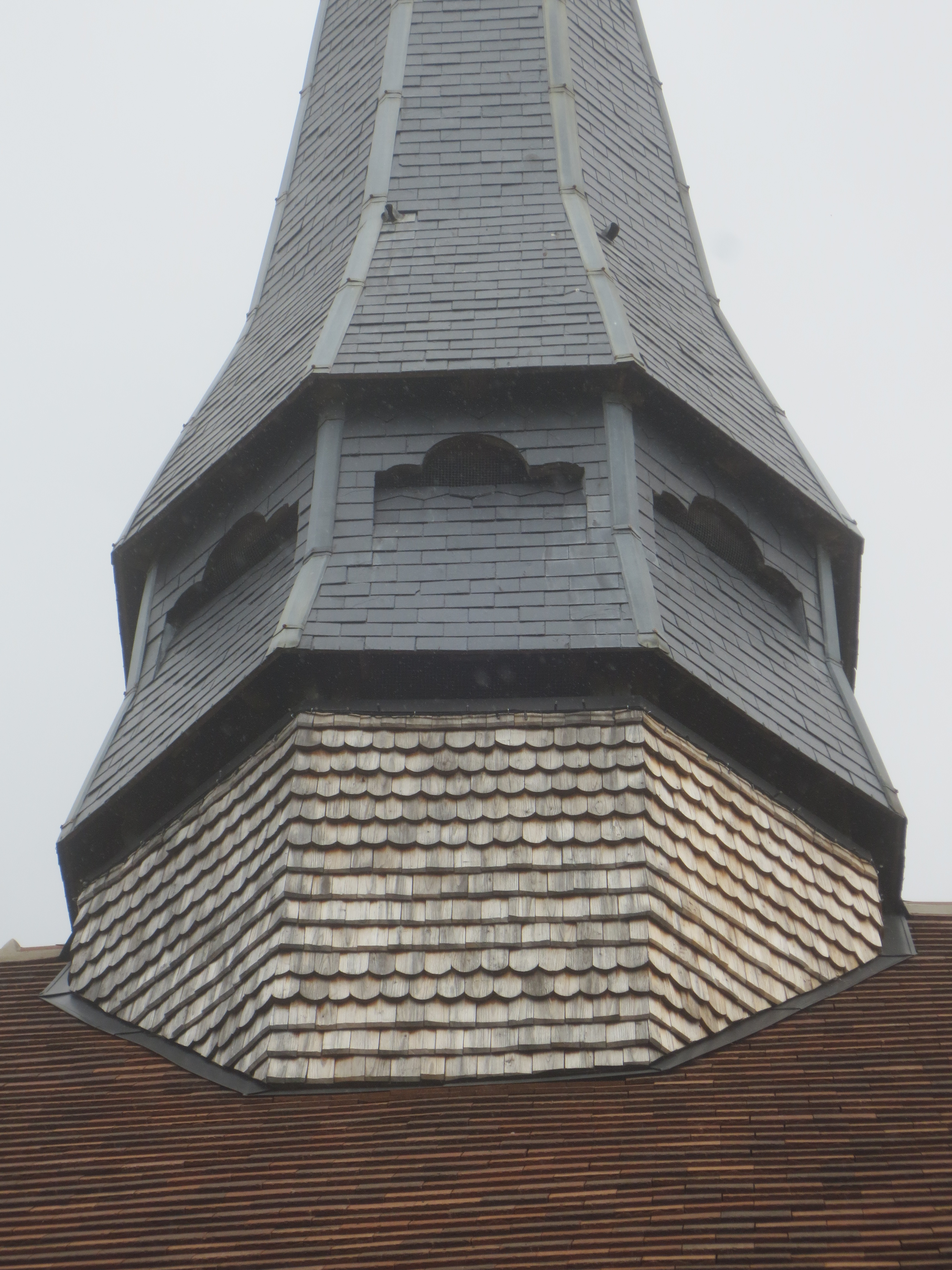

### Héraldique
| Blason de Bailly-le-Franc | Blason  | Parti : au 1er d'or à l'épée franque renversée d'azur et garnie de gueules, au 2e de gueules au coq d'argent crêté, barbé, becqué et membré d'or, le tout sommé d'un chef d'azur à une bande d'argent côtoyée de deux doubles cotices potencées et contre-potencées d'or. |
| Blason de Bailly-le-Franc | Détails | L'épée franque évoque le nom de la commune, le coq est repris des armes de la famille de L'Hôpital, le chef est aux armes de la Champagne. Création de Jean-François Binon adoptée par la municipalité le 1er février 2016.                                               |